# Leslie Cheung
Leslie Cheung Kwok-Wing (張國榮) (Hong Kong, 12 de septiembre de 1956-Hong Kong, 1 de abril de 2003) fue un actor y cantante hongkonés nacionalizado canadiense.

## Biografía
Nació en Kowloon, Hong Kong, siendo el menor de diez hermanos de una familia de clase media. Su padre fue un reconocido sastre, que trabajó para gente del espectáculo como William Holden y Cary Grant. 
Cheung comenzó a actuar y cantar en 1978, pero no se haría célebre hasta 1987, cuando John Woo lo convocó para la película Un mejor mañana. Luego trabajaría para Chen Kaige en Adiós a mi concubina y Temptress Moon y por último con Wong Kar-wai en Happy Together, Las cenizas del tiempo y La verdadera historia de Ah Fei. También se le conoce por participar en Una historia china de fantasmas. 
Junto con Bruce Lee, Leslie le dio a Hong Kong su verdadera naturaleza y evolución en el cine mundial. Aunque, en una época de su vida, tuvo pésimas actuaciones en películas de kung-fu, de todos modos, fue el centro de las grandes realizaciones cinematográficas. 
De origen humilde, buscó escenarios en la música pop, siendo los últimos años de su vida, los más prósperos en la balada, con un éxito muy grande. También fue un personaje muy transgresivo en toda su vida, sobre todo a causa de su bisexualidad, que se hizo más evidente a raíz de la película Adiós a mi concubina (1993). En esa interpretación de personaje, caracterizada por ser miembro desde chico de la ópera china, tuvo mucho sufrimiento durante su formación como actor de la concubina del rey Chu por el resto de la historia política de China, durante el siglo XX. Cheung era uno de los pocos artistas de Hong Kong que se atrevían a interpretar personajes LGBT en la gran pantalla en los años noventa.
En 1990, se mudó a Vancouver y adoptó la ciudadanía canadiense.
Generalmente era bastante reservado con respecto a su vida privada. En 1997, Cheung hizo pública su relación con Daffy Tong Hok-Tak, durante un concierto, quien fue su pareja hasta la muerte de Cheung y fue reconocido en un obituario como su cónyuge sobreviviente.
En 2001, alegó durante una entrevista con la revista Time: «Es más apropiado decir que soy bisexual. He tenido novias. Cuando tenía veintidós años más o menos, le pedí a mi novia Teresa Mo que se casara conmigo», convirtiéndolo en el único artista de Hong Kong que ha admitido ser bisexual ante los medios. Su propuesta ante Teresa Mo no fue correspondida.
Se suicidó en 2003 al saltar desde el piso 24 del prestigioso Mandarin Oriental Hotel ubicado en el distrito central de la isla de Hong Kong, conmoviendo a la sociedad china. El día posterior a su suicidio, su amigo de la infancia y también novio, Daffy Tong, confirmó que Cheung sufría de depresión clínica y había estado acudiendo a psiquiatras para recibir tratamiento durante casi un año, tras su primer intento de suicidio en 2002.